# Ruby Mountain
Ruby Mountain, également connue localement sous le nom d'Old Volcano, est un stratovolcan potentiellement actif dans la région Stikine en Colombie-Britannique, au Canada, situé à 23 km au nord-est d'Atlin. Le volcan est le plus grand du champ volcanique d'Atlin (en),.

## Éruption possible du 8 novembre 1898
Des témoignages rapportent qu'une éruption aurait eu lieu le 8 novembre 1898 à environ 80 km de Ruby Mountain au sud du lac Gladys. Des mineurs travaillant dans la région ont rapporté qu'ils purent travailler pendant la nuit grâce à la lueur de l'éruption. Cependant, aucune preuve n'a été trouvée corroborant les témoignages. Les coulées de lave étudiées sur le volcan ne sont pas suffisamment récentes pour avoir été émises lors d'une éruption contemporaine.